# Cinderela (1950)
Cinderella (prt: A Gata Borralheira ou Cinderela; bra: Cinderela) é um filme estadunidense de animação, dos gêneros comédia musical, romance e fantasia lançado em 1950. É baseado no conto de fadas homônimo de Charles Perrault, é o décimo segundo longa-metragem de animação dos estúdios Disney. O filme foi dirigido por Clyde Geronimi, Hamilton Luske e Wilfred Jackson com produção de Walt Disney.
Possui duas continuações lançados diretamente em vídeo: Cinderella II: Dreams Come True (2002) e Cinderella III: A Twist in Time (2007) e uma adaptação em live-action de 2015, dirigido por Kenneth Branagh. Em 2018, o filme foi selecionado para preservação no National Film Registry pela Biblioteca do Congresso sendo "cultural, historicamente ou esteticamente significativo".

## Sinopse
Cinderella, convive com sua madrasta Lady Tremaine, e suas meias-irmãs não biologicas. Obrigada a trabalhar como criada para a casa, Cinderella tem como seus amigos os animais com que convive. O reino onde mora está agitado, devido ao baile que ocorrerá no castelo, com a presença do príncipe. Lady Tremaine planeja levar suas duas filhas ao baile, com esperança que uma delas case-se com o príncipe. Porém Cinderella não pode ir, mas surpreendentemente surge a Fada-madrinha, que dá a Cinderella um belo vestido. Mas há uma condição: Cinderella tem de voltar antes da meia-noite, ou então a magia acabará.

## Elenco
- Ilene Woods como Cinderella (Cinderela)[13]
- Eleanor Audley como Lady Tremaine[13]
- Verna Felton como Fairy Godmother (Fada Madrinha)
- William Phipps (diálogos) e Mike Douglas (canções) como Prince Charming (Príncipe Encantado)[13]
- Lucille Bliss como Anastasia Tremaine
- Rhoda Williams como Drizella Tremaine
- Jimmy MacDonald como Jaq e Gus (bra: Jaq e Tatá/prt: Rato Jaq e Rato Gus)
- Luis van Rooten como King e Grand Duke (Rei e Grão-Duque)
- Don Barclay como Doorman
- June Foray como Lucifer
- Jimmy MacDonald/Earl Keen como Bruno
- Betty Lou Gerson como narradora

## Produção
Cinderela foi o primeiro longa de animação da Disney desde Bambi em 1942. Por causa da Segunda Guerra Mundial, a Disney tinha sido obrigada a produzir filmes para o exército, além disso, as bilheterias iam de mal a pior, o que fez o estúdio fazer vários filmes-pacotes (um longa-metragem composto por diversos curtas, que podem estar ligados ou não por um tema só) de baixo custo, como Tempo de Melodia e Música, Maestro!.
Para manter os custos de Cinderela baixo, a referência em live-action dos personagens foi amplamente utilizada. Helene Stanley (modelo de Cinderela em live-action) e Ilene Woods, (voz de Cinderela) foram a forte influencia para os trejeitos da personagem título.

## Música
As canções de Cinderela foram compostas por Mack David, Jerry Livingston e Al Hoffman. Podemos destacar as canções "A Dream Is a Wish Your Heart Makes", "Bibbidi-Bobbidi-Boo", "So This Is Love", "Sing Sweet Nightingale", "The Work Song" e "Cinderella" que estão incluídas no filme.
A trilha sonora do filme foi lançada em 15 de Fevereiro de 1950 pela récem-criada gravadora Walt Disney Records. E foi re-lançada em 4 de Fevereiro de 1997 com canções digitalmente remasterizadas. A trilha sonora do filme foi relançada em 2012.
As canções do filme são:
- "Cinderella" - The Jud Conlon Chorus, Marni Nixon
- "A Dream is a Wish Your Heart Makes" - Cinderela
- "Oh, Sing Sweet Nightingale" - Drizella, Cinderela
- "The Work Song" - Ratinhos
- "Bibbidi-Bobbidi-Boo" - Fada Madrinha
- "So This Is Love" - Cinderela, Príncipe Encantado.
- "So This Is Love (Reprise)" - Cinderela
- " A Dream is a Wish Your Heart Makes (Reprise)" - The Jud Conlon Chorus

## Sequências
O filme original de 1950 teve duas sequências lançadas em DVD: a primeira foi Cinderella II: Dreams Come True lançada em Fevereiro de 2002, e a segunda Cinderella III: A Twist in Time lançada em 2007. A Disney lançou em Março de 2015 uma versão em live-action da animação, com Lilly James no papel de Cinderela.[carece de fontes?]

## Principais prêmios e indicações
Oscar 1951 (EUA)
- Indicado na categoria de Melhor Canção por Bibbidi-Bobbidi-Boo.
- Indicado na categoria de Melhor Trilha Sonora.[15]

Festival de Berlim 1951 e 1960 (Alemanha)
- Indicado ao Urso de Ouro, em 1960.
- Venceu na categoria de melhor musical e recebeu o Prêmio da Audiência, em 1951.[16]

Festival de Veneza 1950 (Itália)
- Ganhou o Prêmio Especial e foi indicado ao Leão de Ouro.

## Crítica
Cinderella tem aclamação por parte da crítica profissional. No Rotten Tomatoes o Tomatometer é de 97% em base de 30 críticas. Por parte da audiência do site a pontuação alcança 80%.

## Lançamento
Cinderela foi lançado no cinemas dos EUA em 15 de Fevereiro de 1950, e foi um sucesso de bilheterias. Foi re-lançado em 1957, 1965, 1973, 1981 e 1987; no Brasil foi lançado em 22 de Maio de 1950; em Portugal foi lançado em 21 de Dezembro do mesmo ano.
Na edição do filme em DVD no ano de 2005, ele passou por remasterização digital, em sua trilha sonora original de cinema e o som remixado com o novo 5.1 Disney Enhanced Home Theater Mix. E nos bônus contém um videoclip da música clássica A Dream Is a Wish Your Heart Makes, cantada pelo grupo musical do Disney Channel Circle of Stars.
Em 26 de Setembro de 2012 foi lançada a Edição Diamante do filme com bônus inéditos, que pela primeira vez foi lançado em Disney Blu-ray, com áudio original (inglês) em DTS-HD MA 7.1 e português Dolby Digital 5.1 e relançado em Disney DVD com áudio original (inglês) e português Dolby Digital 5.1.
No Brasil as continuações tiveram lançamentos individuais em DVD, nos respectivos anos de lançamento, assim como em Portugal. Já em Blu-Ray no Brasil o segundo e terceiros filmes foram lancados num Blu-Ray Conjunto, e em Portugal foram lancados blurays individuais dos dois filmes, lancados no Box “Trilogia da Cinderela” em 2012.